# Chiesa di San Nicola (Palazzo Adriano)
La Chiesa di San Nicola di Mira è una chiesa tardo quattrocentesca di rito bizantino di Palazzo Adriano, comune italiano della città metropolitana di Palermo in Sicilia, sita in salita Santissimo Crocifisso.
Le funzioni religiose sono tenute dal parroco della chiesa di Maria Santissima Assunta Papàs Piergiorgio Scalia.

## Storia
La chiesa venne edificata nel 1490 dai profughi albanesi che avevano ripopolato il paese nel 1482 dopo la cacciata dei turchi e fu la prima chiesa della ricostruzione. Inizialmente era stata intitolata a san Marco e a san Nicolò, anche se sulle iscrizioni dell'epoca venne sempre intitolata come ecclesia di santo Nicolao, né sono testimoniate statue o dipinti di San Marco.
Nel corso dei secoli subì lesioni più o meno gravi e anche delle superfetazioni quali il monumentale pronao addossato alla facciata del santuario. Un primo restauro venne effettuato nel 1606; gli ultimi che ridiedero al santuario l'antico splendore, vennero eseguiti nel 1958
Nel 1659 la chiesa subì un crollo durante dei lavori di rifacimento murario e il simulacro di san Nicola e la vara del Santissimo Crocifisso vennero spostati presso la chiesa madre (chiesa di Maria Santissima Assunta).
Il 27 luglio del 1722 iniziarono i lavori di "stucchiatura" (decorazioni in stucco), realizzati dal maestro Nicolò Curti di Castelvetrano. Nel 1729 vennero eseguiti a totale carico dei fedeli gli affreschi. Nel 1864 fu ristrutturato il campanile e alcuni affreschi vennero restaurati.
In seguito ai danni provocati dai bombardamenti della seconda guerra mondiale, nel 1948 vennero riparati il tetto e le vetrate e la chiesa venne dotata di tre nuove campane, fabbricate a Burgio, e dedicate a san Nicola, al santissimo Crocifisso e a san Marco, quest'ultima in ricordo dell'antica denominazione al Santo. Il 31 gennaio 1963, un fulmine colpì la parte terminale del campanile, che fu riparato grazie al contributo dei fedeli.
A causa dei danni provocati dal terremoto del 14 gennaio 1968 la chiesa restò a lungo chiusa e il pronao, già lesionato, si rovinò completamente.
Nel 1998 furono iniziati i primi restauri alle statue e alle decorazioni a stucco e dai primi anni 2000 fu ristrutturata la chiesa e il pavimento in ceramica, grazie anche ai contributi dei fedeli.
La chiesa è stata riaperta il 23 giugno del 2018 alla presenza dell’allora Eparca di Piana degli Albanesi, Monsignor Giorgio Demetrio Gallaro.

## Descrizione
La chiesa di San Nicola conserva affreschi e statue. L'altare maggiore ha porta in legno a due battenti con raffigurazioni della Passione di Cristo. Al suo interno è custodita la vara del santissimo Crocifisso
A sinistra è presente un altare dedicato al santo patrono di Palazzo Adriano, san Nicola di Myra, fiancheggiato da affreschi del 1790 raffiguranti Vita del santo e un Angelo con bastone pastorale.
Ai lati sono presenti 12 statue rappresentanti i 12 apostoli, più altri altari devozionali, tra i quali uno ospita un quadro della Madonna di Odigitria, un'icona di San Giuda Taddeo, un dipinto di San Spiridione, San Giuseppe e un altare devozionale alla Madonna del Rosario.
L’interno consta di una sola navata con volta riccamente decorata, raffigurante il trionfo di Cristo. Nell’abside, invece, si conserva in apposita custodia un meraviglioso Crocifisso, portato, secondo una pia tradizione, dai profughi albanesi dalla penisola balcanica. Il Crocifisso è posto in una "vara" processionale tutta in legno dorato, magistralmente scolpita da Benedetto Marabitti nel 1639.
La volta si presenta interamente ricoperta di affreschi raffiguranti episodi biblici, tra cui:
- Mosè e il serpente di bronzo
- Scene di vita di San Nicola
- Trionfo dell'Agnello di Dio
- Giudizio universale

## Galleria d'immagini

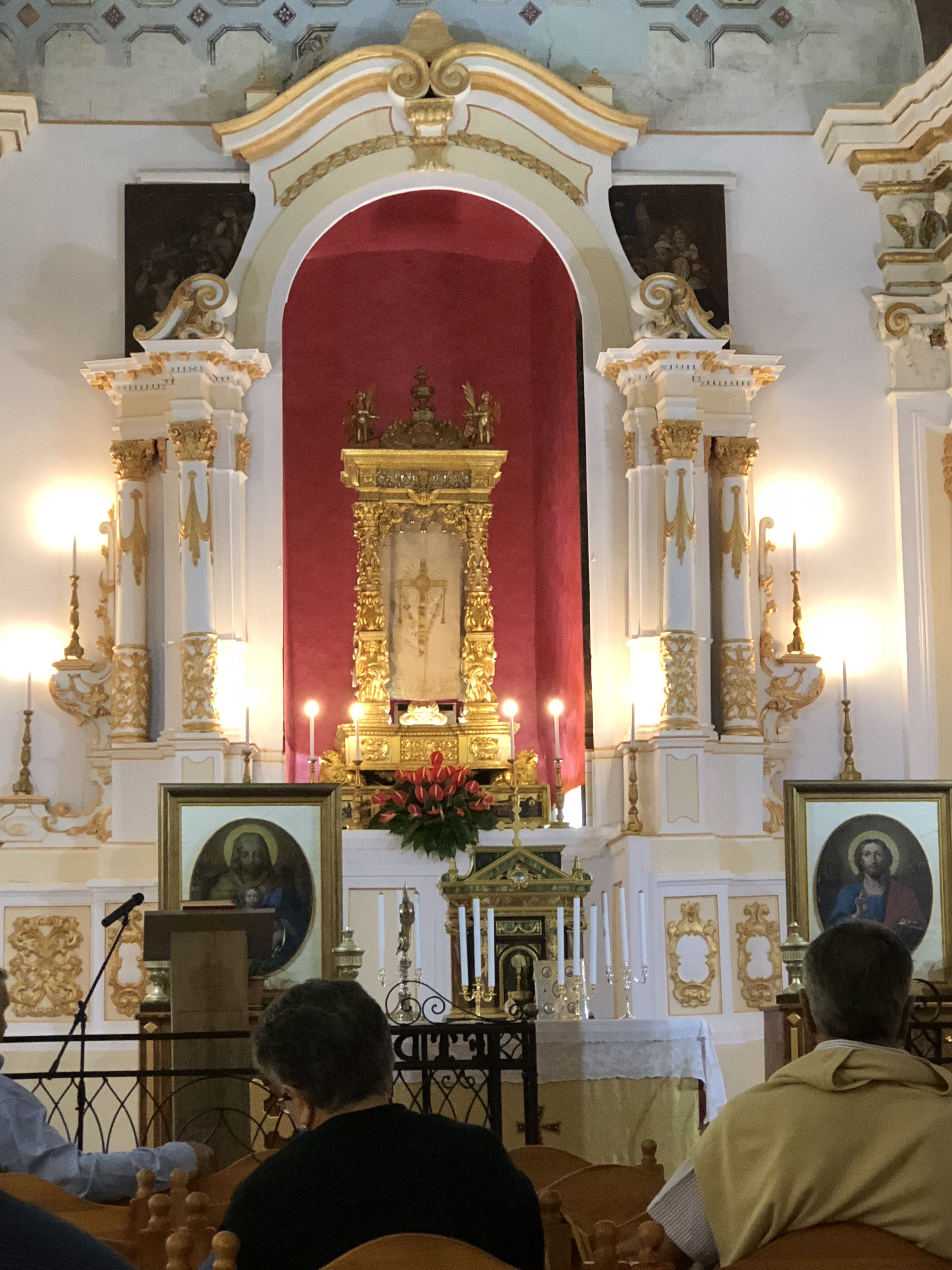
La vara del santissimo Crocifisso nell'altare maggiore